# 阪上安太郎
阪上 安太郎（さかがみ やすたろう 1912年（明治45年）1月9日 - 1984年（昭和59年）2月27日）は、日本の水球選手、政治家。衆議院議員を6期務め、衆議院功労議員として表彰された。
1932年ロサンゼルスオリンピック、1936年ベルリンオリンピックに出場した。

## 経歴
- 1912年 - 大阪府茨木町（現 茨木市）で生まれる[2]。
- 1932年 - ロサンゼルスオリンピック水球に出場する（4位）[3]。
- 1936年 - ベルリンオリンピック水球に出場する（予選敗退）[4]。同年 早稲田大学政治経済学部を卒業。
- 1950年 - 3月 第4代高槻市長に就任[5]。
- 1958年 - 3月 高槻市長を辞職。
- 1958年 - 5月 第28回衆議院議員総選挙に日本社会党所属で大阪3区に立候補し当選した。
- 1960年 - 第29回衆議院議員総選挙で当選。
- 1963年 - 第30回衆議院議員総選挙で当選。
- 1967年 - 第31回衆議院議員総選挙で当選。内閣地方制度調査会委員となる。
- 1969年 - 第32回衆議院議員総選挙で当選。
- 1972年 - 第33回衆議院議員総選挙で当選。
- 1973年 - 衆議院災害対策特別委員長となる[6]。
- 1976年 - 第34回衆議院議員総選挙に立候補せず政界引退。
- 1984年 - 72歳で死亡。

## 役員
- ユニバーシアード東京大会組織委員会顧問
- 札幌オリンピック組織委員会顧問
- 内閣地方制度調査委員